# تان الشرفي
تان الشرفي هي جماعة قروية مغربية تقع ضمن إقليم تاوريرت، بجهة الشرق، وحسب إحصاء 2014 فإن عدد سكانها يبلغ 6 433 نسمة.